# 達伊特國家公園
達伊特國家公園是阿爾巴尼亞的國家公園，位於該國中部，成立於1966年，面積293.8平方公里，有野豬、狼、赤狐、兔、棕熊、斑貓等野生動物棲息。